# Lord Clyde-klassen
Lord Clyde-klassen bestod af to panserskibe, der blev bygget af træ, fordi den britiske flåde havde store lagre af egetømmer, der ellers ville gå til spilde. Admiralitetet var fuldt ud klar over jernskibenes bedre holdbarhed, men man kviede sig alligevel ved at kassere så meget godt tømmer. Lord Warden var lidt større end søsterskibet Lord Clyde, og Oscar Parkes omtaler det som verdens største træskib, ikke i længde og bredde, men i vægt.

## Konstruktionen
Ideen om at bygge flere pansrede skibe med træskrog var ikke ubetinget populær i den britiske offentlighed, men på grund af det maritime kapløb med Frankrig, blev planerne gennemført. Dog nøjedes man med at bygge to skibe i stedet for de oprindeligt planlagte fem. For at råde bod på træskrogets underlegenhed i forhold til jernskrog, fik skibene en avanceret pansring i seks lag lag – et såkaldt sandwich-panser: (1) Inderst 60 cm egetømmer, (2) 38 mm jern, (3) 15 cm eg, (4) jernpanser med en tykkelse på 114 – 140 mm, (5) 10 cm eg, og (6) yderst et tyndt lag "Munz" metal til at modvirke tilgroning. Med dette panser forventede man i Royal Navy, at skibene kunne modstå tidens kraftigste skyts, de frygtede 38 cm kanoner på de største amerikanske monitors. Skrogformen var kort og bredbuget, og det gjorde dem til manøvredygtige skibe. Desværre betød det også, at de i uroligt vejr rullede så meget, at de var ubrugelige i kamp.

## Skibene
| Navn            | Byggested | Kølen lagt | Søsat      | Indgået   | Skæbne      |
| --------------- | --------- | ---------- | ---------- | --------- | ----------- |
| HMS Lord Clyde  | Pembroke  | 29.9.1863  | 13.10.1864 | 2.6.1866  | Solgt 1875  |
| HMS Lord Warden | Chatham   | 24.12.1863 | 27.3.1865  | 30.8.1867 | Udgået 1889 |

### HMSLord Clyde
Navnet refererer til den britiske general Colin Campbell, 1. baron Clyde, der levede 1792-1863, og som gjorde tjeneste i 52 år i den britiske hær. HMS Lord Clyde savnede imidlertid generalens holdbarhed. Tømmeret var ikke tilstrækkeligt modnet, og begyndte hurtigt at rådne. Den oprindelige armering bestod af 24 styk 17,8 cm riflede forladere, men fra 1870 fik skibet samme armering som Lord Warden. Det gjorde i 1866-68 tjeneste i Kanalflåden, men blev så sendt til Middelhavet, hvor vindforholdene passede bedre til det urolige skib. Her holdt det ikke længe, da der blev problemer med maskineriet. I 1869-71 lå det i reserve ved Devonport, og så blev skibet på ny sendt til Middelhavet, hvor det seks måneder senere løb på grund og måtte sendes hjem igen. Lord Clyde kom på værft, og man konstaterede, at der var så meget råd i skroget, at det ikke stod til at redde.

### HMSLord Warden
Navnet refererer til en britisk ærestitel, der anvendes i flere sammenhænge, og som allerede i det 19. århundrede mest havde symbolsk karakter. Den britisk prinsgemal Prins Albert var således Lord Warden of the Stannaries i perioden 1842 til 1861. Lord Warden begyndte sin tjeneste i Kanalflåden i 1867, men blev få måneder senere sendt til Middelhavet, hvor skibet i perioden 1869-75 fungerede som flagskib for Middelhavsflåden. I årene 1875-78 lå det i reserve ved Forth i Skotland, og i 1878, da der var risiko for krig mod Rusland, blev skibet krigsudrustet igen. I 1884 blev det moderniseret og fik torpedoapparater, men allerede året efter blev der konstateret råd i overbygningen, og skibet blev lagt op.